# 西岙陈氏碉楼
28°14′36″N 121°19′03″E / 28.24320°N 121.31743°E
西岙陈氏碉楼，又称陈正亚人面碉楼，是一座位于中华人民共和国浙江省玉环市（县级市，由台州市代管）的碉楼，坐落在该市的楚门镇东西村西岙炮台里17号南面，属于文物保护单位玉环碉楼群之一。这座碉楼是当地地主、木匠、水泥匠陈正亚为防御土匪侵扰而建造的。

## 历史背景
民国年代，沿海匪患猖獗，民众尤其是富绅出于自卫，纷纷修建了碉楼这种堡垒式的建筑物。这座碉楼是当地地主、木匠、水泥匠陈正亚为防御土匪侵扰而建造的。20世纪40年代，田马经常遭到来自玉环桐岭（今沙门）一带土匪的侵扰。为此，陈正亚亲自设计，并邀请了本地工匠戴传林进行施工。碉楼修成于民国三十五年（1946年），一说民国三十二年（1943年）。碉楼建成后，全家平安无事。

## 建筑结构
坐南朝北，造型独特简洁。占地面积约38平方米，檐高约6.4米。为石木结构，共三层，下宽上收，以木楼梯连接各层，层高较普通民居稍低。小青瓦作四坡顶。外部墙体用乱石垒砌而成，墙宽为0.8米（一说0.9米），厚实坚固，下宽上敛，分布有多个射击孔。底平面为6.1×6.3米的近似正方形，碉楼第三层的东、南和西三个墙面的中间位置均设有外凸的鼻子造型。

## 现状
1949年解放军占领玉环后，该碉楼被没收充公，成为政府办公及生活场所，后被闲置至今。至2011年时，碉楼外部轮廓保存良好，但内部木楼板、楼梯等楼层设施损毁失修。2011年1月7日，包含西岙陈氏碉楼的玉环碉楼群，被浙江省人民政府公布为第六批浙江省文物保护单位。